# Michel Haumont
Pour les articles homonymes, voir Haumont.
Michel Haumont (né le 26 décembre 1957) est un guitariste français, compositeur, arrangeur et accompagnateur. 
Son style est de type picking, influencé par Marcel Dadi.

## Biographie
Au milieu des années 1970, jeune adolescent, Michel Haumont rencontre Marcel Dadi alors à l’orée de son succès. Il le remplace dans ses cours et publie une méthode pour débutants. Il se produit en concert, souvent en duo avec Jack Ada et publie son premier disque avec tablatures à 17 ans.
Dans les années 1980, en plus de sa carrière de soliste, Michel Haumont accompagne des chanteurs comme Philippe Chatel et devient l’arrangeur de Gilbert Laffaille. Il collabore régulièrement avec Maxime Le Forestier et accompagne notamment Véronique Rivière, Julien Clerc, Francis Lalanne, Georges Moustaki ou Pierre Barouh...
Dans les années 2000 il participe à la création de la série de concerts de guitare « Paris Guitare Rendez-Vous ». Dernièrement les compositions de Michel Haumont ont connu un succès renouvelé en Asie grâce aux enregistrements sur youtube d’un jeune prodige coréen : Sungha Jung.

## Guitares
- Takamine (NDR, MH407 SP Signature Michel Haumont) en koa. Joue exclusivement sur les cordes Elixir Strings.
- Lâg baryton pour sa tournée avec Maxime Le Forestier.
- Parlor Lâg signature Tramontane special edition TS-MH-PE Michel Haumont parlor electro depuis 2014.
- Guitare parlor du luthier Alain Quéguiner modèle Sylvie (le même modèle en taille « small jumbo »).

## Discographie
- Guitare instrumentale avec tablatures : Vinyl LP Cézame (1975)
- Sylvie : Vinyl LP Cézame (1976)
- Freight train : Vinyl 45T Cézame (circa 1977)
- Rêves éveillés : Vinyl LP Cézame (1979)
- Notes de voyages : Vinyl LP Carrere (1983) avec tablatures
- Michel Haumont Polaroid : Vinyl LP Carrere CA651 (1981)
- Septembre : Cd Cézame  (1993)
- Hall of fame : Cd EMI  (1997)
- Ma guitare : Cd Acoustic Music records GmbH (2004)
- Michel Haumont & Co : Cd Acoustic Music records GmbH (2010)
- Héritage : Cd Acoustic Music records GmbH (2013)

Et de nombreuses méthodes sur différents supports vinyl, CD, papier depuis 1970.

### Participations
- 1979:  Jouent john lennon, paul mccartney, george harrison duo avec Jack Ada, Vinyl LP Cezame CEZ 1051
- 1987 : En tout bien tout honneur de Patrick Deny, vinyl LP P.J.D 001
- 1997 : Marcel Dadi Hommage various artists compilation, CD double Déclic Communication
- 2000 : Autour de la guitare, livre CD illustré par Thierry Lamouche Sony
- 2007 : Ensemble (en duo avec Jean-Félix Lalanne): Cd /Dvd Acoustic Music Records
- 2012 : Musique du film Good People Go to Hell, Saved People Go to Heaven Documentaire de Holly Hardman
- 2013 : Georges Brassens duo avec Manu Galvin, Bonsaï Music, album  disponible seulement sous forme numérique.
- 2016 : Ma folie aime de Marie Baraton
- 2017 : Résonance duo avec Jean Luc Thievent, CD Acoustic Music
- 2019 : Kaléidoscope duo Avec Joël Gombert, CD Acoustic Music Records